# Resolutie 1046 Veiligheidsraad Verenigde Naties
Resolutie 1046 van de Veiligheidsraad van de Verenigde Naties werd unaniem op 13 februari 1996 door de VN-Veiligheidsraad aangenomen.

## Achtergrond
In 1980 overleed de Joegoslavische leider Tito, die decennialang de bindende kracht was geweest tussen de zes deelstaten van het land. Na zijn dood kende het nationalisme een sterke opmars, en in 1991 verklaarde onder meer Macedonië zich onafhankelijk. In tegenstelling tot andere delen van Joegoslavië bleef het er vrij rustig, tot 2001, toen Albanese rebellen in het noorden, aan de grens met Kosovo, in opstand kwamen. Daarbij werden langs beide zijden grof geweld gebruikt, en stond het land op de rand van een burgeroorlog. De NAVO en de EU kwamen echter tussen, en dwongen een akkoord af.

## Inhoud
De Veiligheidsraad:
- Herinnert aan zijn vorige resoluties, en vooral resolutie 1027 over de verlenging van het mandaat van UNPREDEP in Macedonië tot 30 mei.
- Heeft het rapport en de brief van de secretaris-generaal beschouwd.

1. Besluit gedurende het lopende mandaat de versterking van UNPREDEP met vijftig militairen te autoriseren om de technische capaciteit te verhogen.
2. Keurt de creatie van de positie "bevelhebber van UNPREDEP" goed.
3. Vraagt de secretaris-generaal voor 20 mei aanbevelingen te formuleren over de samenstelling, sterkte en het mandaat van UNPREDEP.
4. Besluit op de hoogte te blijven.

## Verwante resoluties
- Resolutie 1038 Veiligheidsraad Verenigde Naties
- Resolutie 1043 Veiligheidsraad Verenigde Naties
- Resolutie 1047 Veiligheidsraad Verenigde Naties
- Resolutie 1058 Veiligheidsraad Verenigde Naties

Lijst ·  1036 ·  1037 ·  1038 ·  1039 ·  1040 ·  1041 ·  1042 ·  1043 ·  1044 ·  1045 ·  1046 ·  1047 ·  1048 ·  1049 ·  1050 ·  1051 ·  1052 ·  1053 ·  1054 ·  1055 ·  1056 ·  1057 ·  1058 ·  1059 ·  1060 ·  1061 ·  1062 ·  1063 ·  1064 ·  1065 ·  1066 ·  1067 ·  1068 ·  1069 ·  1070 ·  1071 ·  1072 ·  1073 ·  1074 ·  1075 ·  1076 ·  1077 ·  1078 ·  1079 ·  1080 ·  1081 ·  1082 ·  1083 ·  1084 ·  1085 ·  1086 ·  1087 ·  1088 ·  1089 ·  1090 ·  1091 ·  1092